# Cerastis pallescens
Cerastis pallescens là một loài bướm đêm trong họ Noctuidae.